# Бісдорф
Бісдорф (нім. Biesdorf) — громада в Німеччині, розташована в землі Рейнланд-Пфальц. Входить до складу району Бітбург-Прюм. Складова частина об'єднання громад Зюдайфель.
Площа — 5,47 км2. Населення становить 248 ос. (станом на 31 грудня 2020).